# Лесь Володимир Степанович
Лесь Володимир Степанович (10 травня 1927 року с. Андрійківці — 12 липня 2007) — український художник. Член Спілки художників України.

## Біографія
Володимир Лесь народився 10 травня 1927 року у селі Андрійківці Хмельницької області. Ще в шкільні роки захопився малюванням, проте почалася Друга світова війна. У віці 17 років Володимир записався добровольцем до морського флоту (призов до військової служби у 1944 році був з 18-ти років). Служив на крейсері «Молотов» Чорноморського флоту. За бойові заслуги відзначений орденом «Вітчизняна війна» ІІ ступеня та багатьма медалями.
Під час строкової служби матросу Володимиру Лесю усміхнулась мистецька доля: відомий російський художник Петро Мальцев писав картину про героїзм матросів крейсера «Молотов». Потребував помічників, хто мав художницький хист. Запропонував Володимиру Лесю замальовувати до картини типажі серед своїх товаришів по службі. Оцінивши непересічні здібності хлопця, запропонував вступати до Московського народного університету імені Н. Крупської. Дав професійну рекомендацію.
Після успішного дворічного заочного навчання в університеті у 1951 році, демобілізувавшись, Володимир Лесь вступив до Одеського художнього училища імені М. Грекова, яке успішно закінчив. Дипломну роботу Володимира Степановича «За зразкову службу» (морська тематика), державна комісія визнала найкращою і рекомендувала картину на республіканську виставку (Київ-1957). Деякий час працював у художньо-виробничому комбінаті м. Вінниця.
З 1976 року остаточно оселився у м. Хмельницький. У 1978 році вступив до Спілки художників України.
У 1976—1985 роках разом із художниками Олександром Кисельовим та Леонідом Бессарабою, створив п'ять діорам в Шепетівці, Острополі, Старокостянтинові, Хмельницькому, Летаві, присвячених визволенню Хмельниччини від німецько-фашистських загарбників. Саме цими широкомасштабними полотнами Володимир Лесь утвердив себе як художник-баталіст з глибоким монументальним мисленням та оригінальним стилем образотворчого письма. Ці грандіозні полотна і сьогодні вражають глядачів масштабністю художницьких композицій та стильовими особливостями — розлогий, сміливий мазок, соковитість фарб, колоритність образів, контрастне протиставлення світлотіней, ємкість узагальнень та напружена динаміка бою… Це спостерігається і в окремих полотнах Володимира Леся, зокрема: «Прокляття вам, тирани!», «В грізну годину», «Прощання слов'янки», «Збитий німецький ас» та інших. Психологічно тонко передані настрої воїнів та простих людей, опалених великим горем. Особливо вражає своєю «документальністю» і динамічною напругою його картина «Хроніка»: мати на екрані впізнає свого сина, що марширує зі своєю ротою на фронт. До речі, фотоілюстрація цієї картини багаторазово тиражувалась у періодичних виданнях, календарях післявоєнного періоду.
Тема війни і трудового післявоєнного героїзму українців, зокрема подолян, стала провідною у творчості митця. Вона червоною ниткою проходить майже через всі його полотна: «Із строю в стрій» (демобілізація і робота на новобудовах країни), «Нашого полку прибуло» (новонароджений синок у сім'ї офіцера), «Капітан міліції М. Лукащук», «Полковник міліції В. Нігда», «Фрезерувальник Г.Нікевич», «Електрик Роман» тощо.
Окремою темою митця було висвітлення героїзму подолян у роки так званої громадянської війни (за мотивами творчості Миколи Островського). Багато полотен В. Леся присвячено героїчній боротьбі подолян проти колонізаторської політики Польщі за часів Гетьманщини: «На місці Пилявецької битви», «Краєзнавці» (біля камінної стели з викарбуваним портретом полковника Івана Ганжі, сподвижника Б. Хмельницького, що загинув на Поділлі).
У творчому доробку Володимира Леся — близько 250 полотен, 13 персональних та понад 60 колективних виставок.
Лауреат обласної премії імені В. Розвадовського (2002 р.) та міської премії імені Б.Хмельницького.
Помер 12 липня 2007 року. У рідному селі Володимира Леся при місцевій школі відкрито кімнату-музей, присвячений життєвому і творчому шляху художника.